# Schilderhebung
Die Schilderhebung war einerseits der Rechtsakt germanischer und keltischer Stämme bei Wahl ihres Anführers auf dem Thing insbesondere zu Kriegszeiten. Andererseits wurde der Begriff Schilderhebung auch im Sinne von „Aufbruch zum Kampf“ verwendet.

## Schilderhebung im Sinne von Krönung
Sie war bei den Goten und fränkischen Königen der Merowinger bis zum Anfang der Karolinger üblich, bis sie bei Pippin III. durch die Salbung ergänzt und dann durch Thronsetzung und Krönung abgelöst wurde. Ob es bei den Franken wirklich eine Alternative zum Sohn des vorangegangenen Königs gab, ist fraglich. Es ist kein Fall bekannt, in dem ein anderer Kandidat erkoren wurde. Die Entwicklung mündete bei den Westgoten in der Konkurrenz von Wahlkönigtum und Erbmonarchie.
Überlieferte Schilderhebungen (Auswahl):
- Kaiser Julian 360 in Lutetia (heute Paris); mit einem Torques gekrönt[2]
- Odoaker 476 (Skire)[3]
- Witichis 536 (Ostgote) in Ravenna, nach Cassiodor: „more maioreum scuto supposito“ (nach dem Brauch der Vorfahren auf den Schild gesetzt)[4]
- Sigibert I. (Merowinger) 575 in Vitry (Artois), nach Gregor von Tours: „inpositumque super clypeum“ (und wurde auf den Schild gesetzt)[5]
- Gundowald (Merowinger) Dezember 584 in Brive-la-Gaillarde (Limousin), nach Gregor von Tours: „ibique parmae superpositus“ (und dort auf den Schild gestellt)[6]
- Pippin III. 751 in Soissons

Dass die Schilderhebung bei den Goten und Westgermanen üblich gewesen sein soll, wird allein daraus geschlossen, dass die spätantiken, römischen Geschichtsschreiber die Schilderhebung bei den Germanen als Sitte ihrer Vorfahren (mos maiorum) oder ihres Stamms (mos gentis) beschreiben:
- Cassiodor (siehe oben beim Goten Witichis)
- Tacitus (über die westgermanischen Bataver): „impositusque scuto more gentis et sustinentium umeris vibratus dux deligitur“ (und der Sitte ihres Stamms entsprechend wurde er [sc. Brinno] auf einen Schild gesetzt und auf die Schultern gehoben zu ihrem Anführer gewählt)[7]

Dagegen steht Gregor von Tours und seine Schilderung der Schilderhebung Sigiberts. Er erwähnt nicht, dass es sich um alte Sitte handelt. Die frühe Forschung, zuvorderst Johannes August Wohlfahrt in seiner Dissertation schloss daraus, dass Gregor und seinen Lesern die Sitte als traditionell bekannt war. Aber auch Gregor war kein Germane, sondern stammte aus einer gallo-römischen Senatorenfamilie in der Auvergne. Zudem ergibt sich die Frage, ob Cassiodor die Sitte nicht von Tacitus bekannt war.

### Redewendung: Jemand oder etwas auf den Schild heben
Die Wendung „auf den Schild heben“ ist von den allerfrühesten Belegen an und durch alle Epochen hindurch dem Deutschen unbekannt. Sie tritt erst im 19. Jahrhundert auf, zum Beispiel in August von Platen-Hallermündes Drama Der romantische Ödipus von 1829. Diesen ersten Belegen gehen die Publikationen über die altgermanische Sitte der Schilderhebung wie die oben erwähnte von Wohlfahrt unmittelbar voraus.

## Schilderhebung im Sinne von Aufbruch zum Kampf
Insbesondere Mitte des 19. Jahrhunderts wurde der Begriff Schilderhebung in diesem Sinne verwendet – insbesondere im Zusammenhang mit Volkserhebungen. So wird z. B. in der Literatur über die Badische Revolution 1848/49 von den drei Schilderhebungen gesprochen. Aber auch das 1848 anonym in Stuttgart erschienene Buch Geheim Geschichte Der Schilderhebung Italiens Gegen Oesterreich (1848) verwendet diesen Begriff.
Jules Verne verwendete den Begriff auch in diesem Sinne.